# Lincoln County (Tennessee)
Lincoln County ist ein County im Bundesstaat Tennessee der Vereinigten Staaten. Das U.S. Census Bureau hat bei der Volkszählung 2020 eine Einwohnerzahl von 35.319 ermittelt. Der Verwaltungssitz (County Seat) ist Fayetteville.

## Geographie
Das County liegt im Süden von Tennessee, grenzt an Alabama und hat eine Fläche von 1478 Quadratkilometern, wovon 1 Quadratkilometer Wasserfläche ist. Es grenzt im Uhrzeigersinn an folgende Countys: Bedford County, Moore County, Franklin County, Madison County (Alabama), Limestone County (Alabama), Giles County und Marshall County.

## Geschichte
Lincoln County wurde am 14. November 1809 aus Teilen des Bedford County gebildet. Benannt wurde es nach Benjamin Lincoln, einem General der Kontinentalarmee im Amerikanischen Unabhängigkeitskrieg und einer Schlüsselfigur bei der Schlacht von Yorktown.

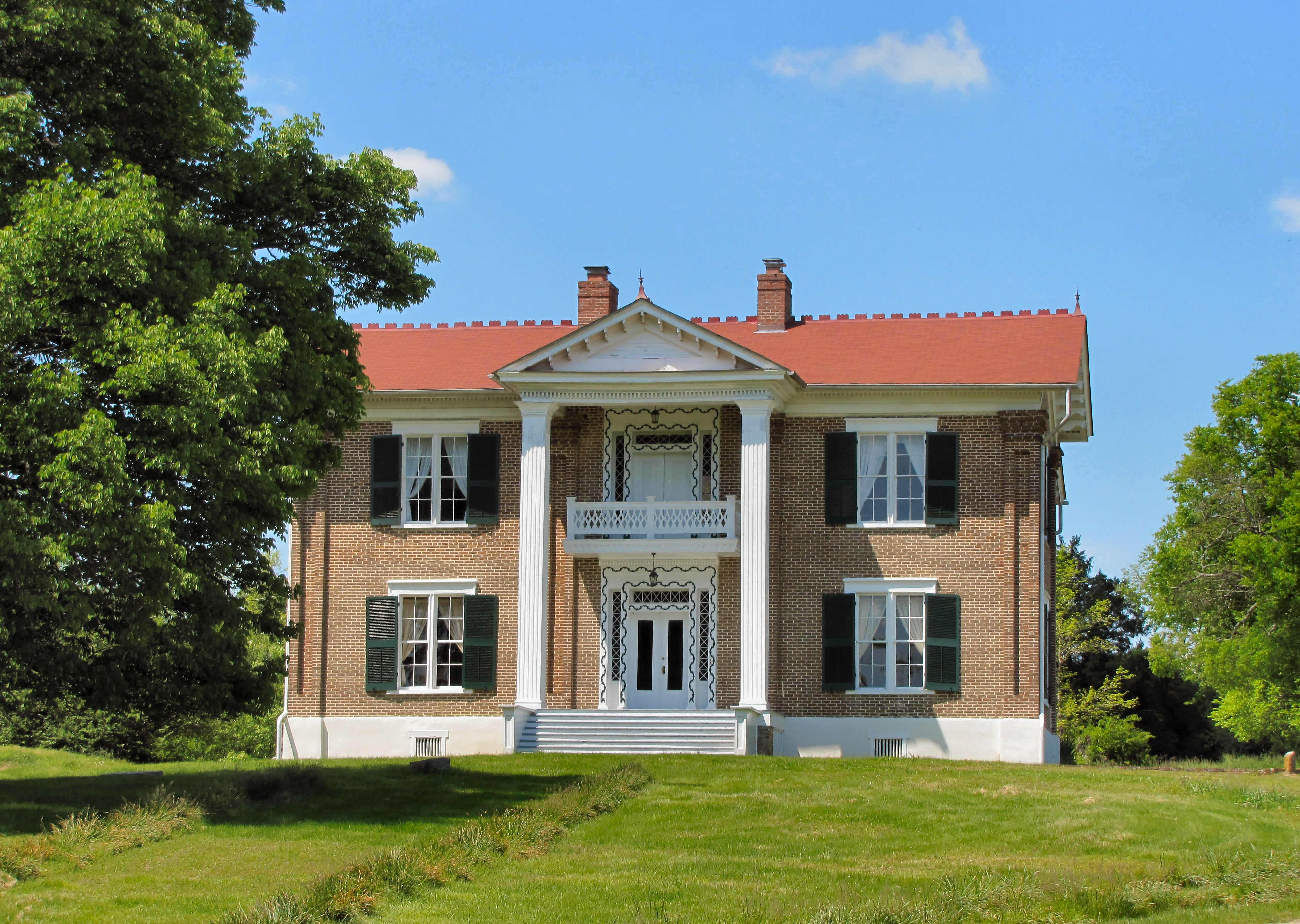
Das Whitaker-Motlow House ist einer von 16 Einträgen des Countys im NRHP.

16 Bauwerke und Stätten des Countys sind im National Register of Historic Places (NRHP) eingetragen (Stand 23. August 2018).

## Demografische Daten

Alterspyramide Lincoln County

Nach der Volkszählung im Jahr 2000 lebten im Lincoln County 31.340 Menschen in 12.503 Haushalten und 9.077 Familien. Die Bevölkerungsdichte betrug 21 Einwohner pro Quadratkilometer. Ethnisch betrachtet setzte sich die Bevölkerung zusammen aus 90,26 Prozent Weißen, 7,35 Prozent Afroamerikanern, 0,49 Prozent amerikanischen Ureinwohnern, 0,32 Prozent Asiaten, 0,03 Prozent Bewohnern aus dem pazifischen Inselraum und 0,34 Prozent aus anderen ethnischen Gruppen; 1,19 Prozent stammten von zwei oder mehr Ethnien ab. 1,02 Prozent der Bevölkerung waren spanischer oder lateinamerikanischer Abstammung.
Von den 12.503 Haushalten hatten 31,6 Prozent Kinder und Jugendliche unter 18 Jahre, die bei ihnen lebten. 58,2 Prozent waren verheiratete, zusammenlebende Paare, 10,9 Prozent waren allein erziehende Mütter und 27,4 Prozent waren keine Familien. 24,6 Prozent waren Singlehaushalte und in 11,6 Prozent lebten Personen im Alter von 65 Jahren oder darüber. Die Durchschnittshaushaltsgröße betrug 2,47 und die durchschnittliche Haushaltsgröße betrug 2,93 Personen.
23,9 Prozent der Bevölkerung waren unter 18 Jahre alt, 8,0 Prozent zwischen 18 und 24, 27,7 Prozent zwischen 25 und 44, 24,9 Prozent zwischen 45 und 64 und 15,6 Prozent waren älter als 65. Das Durchschnittsalter betrug 39 Jahre. Auf 100 weibliche Personen kamen statistisch 93,9 männliche Personen und auf 100 Frauen im Alter von 18 Jahren und darüber kamen 90,8 Männer.
Das jährliche Durchschnittseinkommen eines Haushalts betrug 33.434 USD, das Durchschnittseinkommen der Familien betrug 41.211 USD. Männer hatten ein Durchschnittseinkommen von 30.917 USD, Frauen 21.722 USD. Das Prokopfeinkommen betrug 18.837 USD. 10,0 Prozent der Familien und 13,6 Prozent der Einwohner lebten unterhalb der Armutsgrenze.